# Neogyps errans
Neogyps errans — викопний вид яструбоподібних птахів родини яструбових (Accipitridae), що існував в Північній Америці у пізньому плейстоцені. Рештки птаха знайдено у смоляній ямі Карпінтерія (Каліфорнія), у формуванні Чимні-Рок (Колорадо), в печері Сміт Крік (Невада) та печері Сан-Хосекіто (Нуево-Леон, Мексика).